# Geschiedenis van Ieper
Dit artikel handelt over de geschiedenis van Ieper. Ieper was een vroeg industrialiserende textielstad die de derde stad van het graafschap Vlaanderen werd, maar dan een neergang kende. In de Eerste Wereldoorlog lag Ieper op de frontlijn en werd het met de grond gelijk gemaakt. Er werd gekozen voor een historiserende heropbouw en de stad herleefde. In de 21e eeuw trekt Ieper toerisme uit binnen- en buitenland aan.

## Moeilijkheden bij historisch onderzoek over Ieper
Door de Beeldenstorm en vooral door de vernielingen van de Eerste Wereldoorlog is het stadsarchief van Ieper verloren gegaan. De rijke middeleeuwse archieven lagen namelijk grotendeels opgeslagen in de belforttoren, die in 1914 werd verwoest. Toch is historisch onderzoek niet geheel onmogelijk. Er zijn enkele middeleeuwse bronnen die de tand des tijds hebben doorstaan. Ook werden in de 19e eeuw veel kopieën en transcripties van originele bronnen gemaakt (o.a. onder leiding van Arthur Merghelynck). Verder is het Ieperse verleden kenbaar dankzij auteurs die publiceerden vóór 1914 en die dus nog toegang hadden tot de bronnen. Een voorbeeld is het gebruik dat Henri Pirenne maakte van de poortersboeken.

## Hoge middeleeuwen

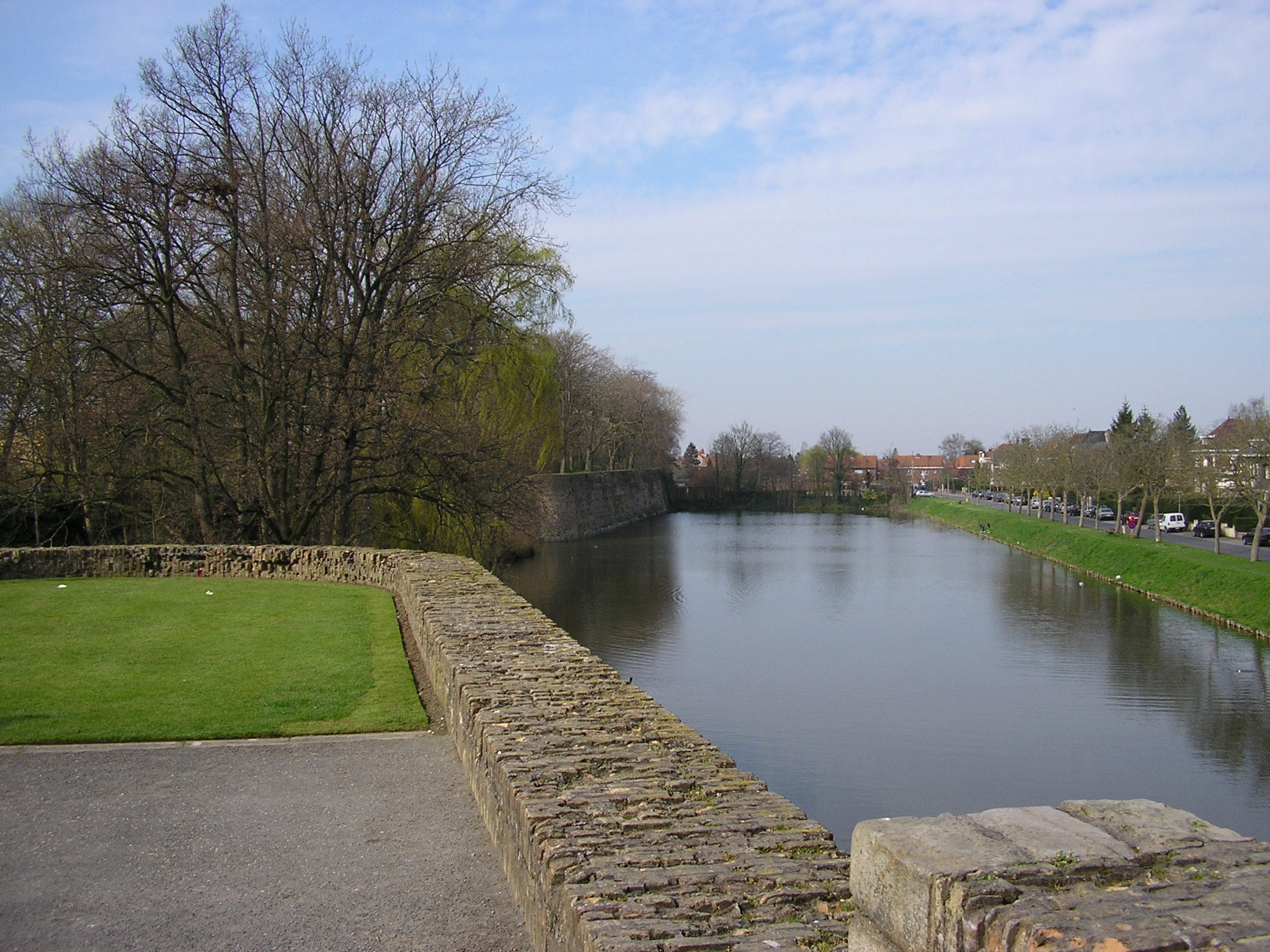
Ieperse vestingen

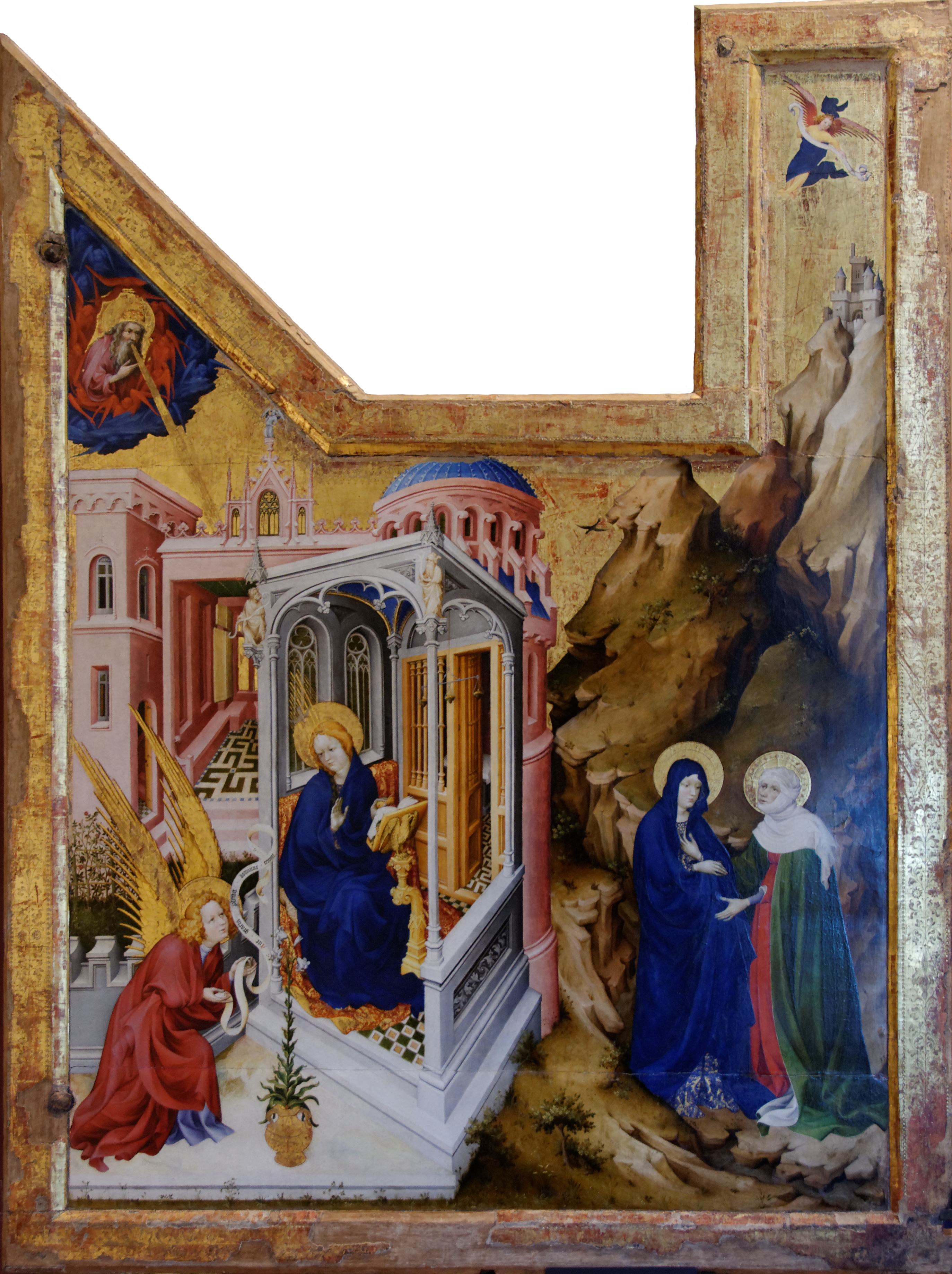
De annunciatie geschilderd door de Ieperse schilder Melchior Broederlam. Broederlam staat traditioneel te boek als een van de eerste, echte (soms zelfs als "dé" eerste) Vlaamse Primitieven.

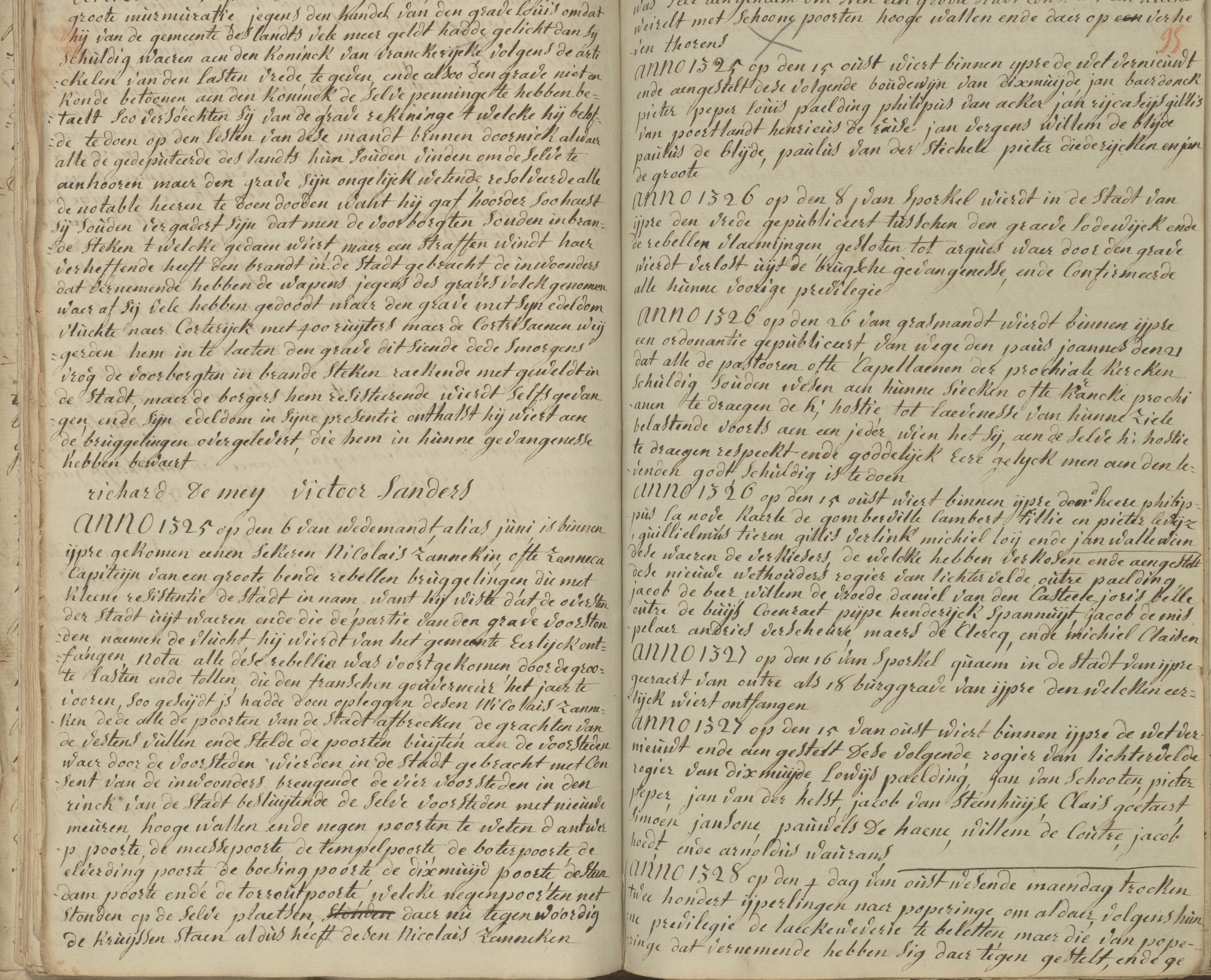
Fragment uit de kroniek van Ieper, met talrijke legendarische en anekdotische onderdelen. Geschreven in de 18e eeuw.

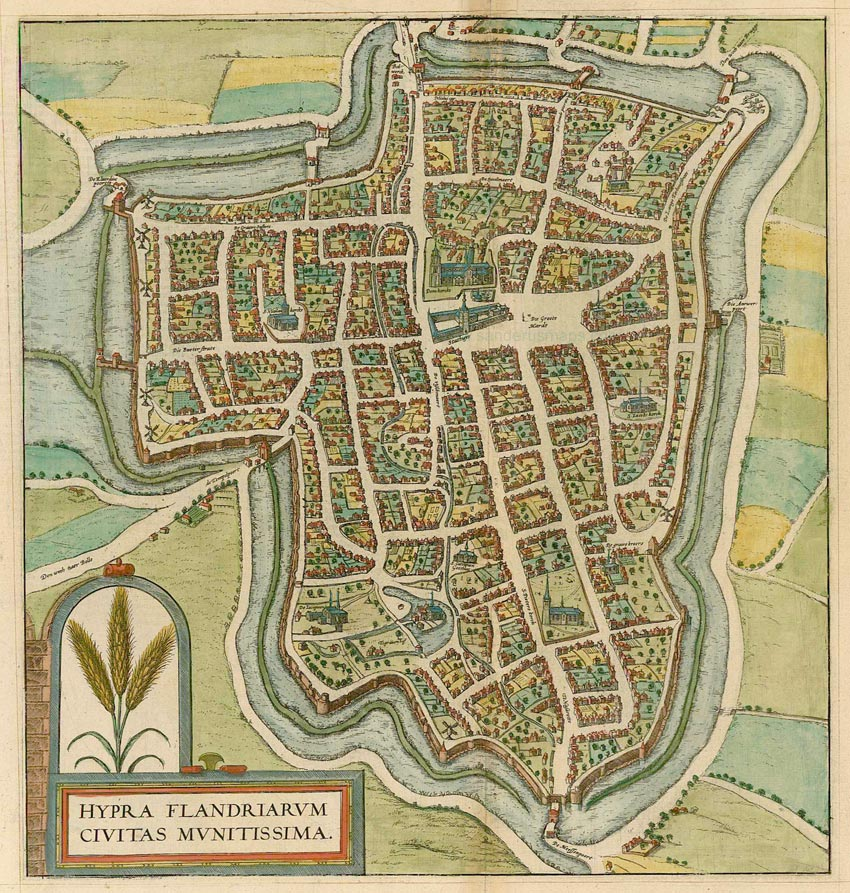
Ieper 1581-1588, Braun en Hogenberg

Oude vermeldingen van Ieper, als "Iprensis" en "Ipera", gaan terug tot de 11e eeuw. De naam zou afkomstig zijn van het riviertje de Ieperlee, vroeger Ieper genoemd. Reeds eerder zouden zich hier een domein en bedehuis bevonden hebben. De Ieperlee vormde een waterweg in noordelijk richting, naar de zee. Dankzij Boudewijn V van Vlaanderen en diens beleid van stadsstichting ontwikkelde Ieper zich. De rechtlijnige straten en het rasterpatroon van Ieper, vooral in het zuidelijk deel, wijzen op deze stichting. Het oude uitbatingscentrum ontwikkelde zich verder in de loop van de 11e eeuw met de inrichting van een grafelijk castrum. Ten oosten bevond zich het forum of markt, ten noorden de Sint-Maartenskerk. In noord-zuidrichting liep de weg die Brugge, Torhout, Ieper, Mesen en Rijsel verbond. In 2025 werd een mootekasteel uit de 12de eeuw opgegraven.
De handel nam toe en de stad ontwikkelde zich verder. Zo kwamen er in de 12e eeuw met de Sint-Pieterskerk, Sint-Jacobskerk en de Onze-Lieve-Vrouw ten Brielenkerk nieuwe parochiekerken bij. De Sint-Maartenskerk was uitgegroeid tot een zetel van een kapittel van kanunniken. In de loop van de eeuw bouwde de graaf van Vlaanderen een nieuwe burcht ten zuidwesten van de stad, het Zaalhof. Ieper herbergde de zetel van de kasselrij Ieper, maar stond vanaf 1116 zelf buiten de jurisdictie van deze rurale bestuursomschrijving. De stad werd nu van het omliggende land afgescheiden door versterkingen en rond 1170 werden door Filips van de Elzas stadsrechten toegekend. Op het einde van de 12e eeuw werd het Onze-Lieve-Vrouwegasthuis opgericht en buiten de stadsmuren ontstond het Leprozenhuis of Godshuis der Hoge Zieken.
Ieper kende nu een bloeiperiode en speelde als derde stad van Vlaanderen (na Gent en Brugge) een belangrijke rol. Laken uit Ieper was in de vroege 12e eeuw terug te vinden op de jaarmarkt van Novgorod. In 1241 vond in Ieper een grote stadsbrand plaats. De plaatselijke lakenindustrie kende rond 1250 een belangrijke opbloei. De stad breidde zich verder uit en er ontstonden nieuwe parochiekerken, ook buiten de 12e-eeuwse vesting, namelijk de Sint-Janskerk, de Sint-Niklaaskerk, de Sint-Michielskerk en de Heilige Kruiskerk. De stadskern werd verruimd en de nieuwe buitenwijken werden met nieuwe omheiningen en wallen opgenomen in de stadsversterking. In de 13e eeuw telde de versterking zo negen poorten, namelijk de Torhoutpoort in het noordoosten, de Hangwaertpoort (latere Menenpoort) in het oosten, de Komenpoort in het zuidoosten, de Mesen- of Rijselpoort in het zuiden, de Tempelpoort in het zuidwesten, de Boterpoort in het westen, de Elveringepoort in het noordwesten, met rechts een kleine Steendampoort, en de Boezinge- of Diksmuidepoort in het noorden. Van de Torhoutpoort, over de markt, naar de Rijselpoort liep de verkeersas Brugge-Ieper-Mesen.
In de loop van de 13e eeuw werd de Sint-Maartenskerk uitgebreid en werd de Lakenhalle met zijn belfort gebouwd, net als het Vleeshuis en verschillende patriciërshuizen. In de loop van de 13e eeuw kende Vlaanderen wel enkele handelsconflicten met Engeland, en door het gebrek aan wol kende men economische moeilijkheden. In die tijd ontstonden verschillende liefdadigheidsinstellingen ten behoeve van de armen en werklozen, zoals het Sint-Catharinagodshuis, het Sint-Jansgodshuis, het Bellegodshuis en het Sint-Thomasgasthuis buiten de stad. De stedelingen waren betrokken bij alle belangrijke verdragen en veldslagen zoals de Guldensporenslag, de Slag bij Pevelenberg, de Vrede van Melun en de Slag bij Kassel.

## Late middeleeuwen
In de loop van de 14e eeuw bleef de economische toestand moeilijk. De stad telde toen zo'n 28.000 inwoners. In de jaren 1320 werden Ieper ook getroffen door de volksopstand van Nicolaas Zannekin. In die periode werden de buitenste arbeiderswijken in de stadsversterking opgenomen. In 1332 herstelde men de vroegere 13e-eeuwse vesten, zodat de stad een tijd een dubbele verdediging had. De buiten vesten en enkele van de buitenste wijken met de Sint-Michielskerk en de Heilige Kruiskerk werden verwoest tijdens een beleg in 1383, waarna die buitenste vesten niet meer werden hersteld. Begin deze eeuw werd het godshuis Onze-Lieve-Vrouw van Nazareth opgericht.

## Vroegmoderne tijd

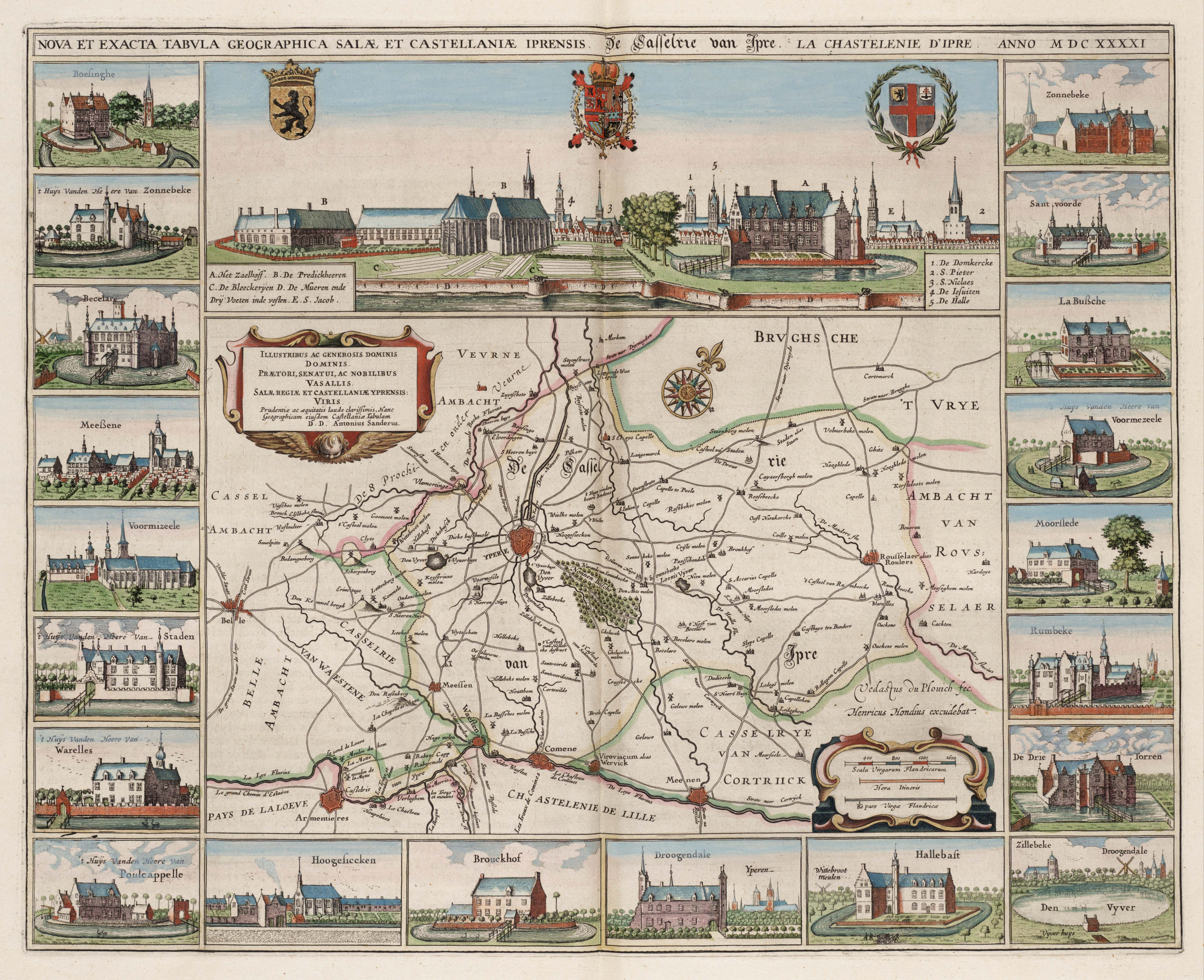
Ieper en omgeving, 17e eeuw

Het economisch verval zette zich verder in de 15e en 16e eeuw en de bevolking daalde tot zo'n 11.000 inwoners begin 15e eeuw. In 1559 werd de stad zetel van het nieuwe bisdom Ieper, een van de drie opvolgers van het vernietigde Terwaan. De Sint-Maartenskerk werd kathedraal. In die periode kende het calvinisme in en om Ieper een grote en groeiende aanhang. Bisschop Martinus Riethovius reageerde volgens de richtlijnen van de contrareformatie en richtte in 1565 het eerste seminarie van de Nederlanden op, maar hij kon niet beletten dat in 1566 de Beeldenstorm uitbrak, met de Ieperse hagenpreker Sebastiaan Matte als een van de voornaamste aanstokers. Ondanks het verbannen en ombrengen van duizenden protestanten grepen de calvinisten in 1578 de macht vanuit de Gentse Republiek. Hun 'Ieperse republiek' duurde tot de stad in april 1584 werd ingenomen door Alexander Farnese, die de protestanten een vrije aftocht liet. Veel Ieperlingen trokken naar het noorden. Na de overwinning van het katholieke centrale gezag opende in de Montstraat een jezuïetencollege (1585), met als eerste rector pater Antoine Du Carne. De stadsversterkingen werden verbeterd, onder meer met ravelijnen in het noordoosten, waarbij de Onze-Lieve-Vrouw ten Brielenkerk en de Sint-Janskerk werden afgebroken.
Begin 17e eeuw kende Ieper een rustperiode. De bevolking groeide weer aan en er werd veel gebouwd. In de 17e en 18e eeuw fungeerde Ieper meestal als grensstad. Ieper was in handen van de Spanjaarden tot het op 25 maart 1678 door de Franse troepen van Lodewijk XIV werd veroverd. Bij de Vrede van Nijmegen kwam het in Frans bezit. Lodewijks architect Vauban voorzag Ieper van nieuwe verdedigingswerken.
In 1697 kwam Ieper bij de Vrede van Rijswijk weer in Spaanse handen. Na de Spaanse Successieoorlog ging de stad in 1713 over Oostenrijkse handen, net als de rest van de Zuidelijke Nederlanden. De stad werd daarbij een van de barrièresteden, waarin de Nederlandse Republiek troepen mocht legeren. Dit duurde tot de Oostenrijkse Successieoorlog 1740-1748, toen de barrière tegen de Fransen niet erg effectief bleek en daarop het Barrièreverdrag in 1748 werd opgezegd. De Oostenrijkse keizer Jozef II besloot in 1782 de vestingen af te breken. De Fransen namen tijdens de Eerste Coalitieoorlog in 1794 Ieper gemakkelijk in.

## Moderne tijd
Ieper werd de hoofdplaats van een arrondissement in het Leiedepartement. Het bisdom Ieper werd in 1801 afgeschaft. In de periode van het Verenigd Koninkrijk der Nederlanden (1815-1830) werden de vestingen weer wat uitgebouwd, als verdediging aan de grens met Frankrijk. Na de Belgische onafhankelijkheid verloor de vesting halverwege de 19e eeuw zijn belang. In het noorden werden de vestingen afgebroken en kon de stad zich uitbreiden. De Sint-Niklaaskerk werd herbouwd en de Ieperlee werd in het zuiden van het stadscentrum nu helemaal overwelfd. De westelijke stadsmuur werd begin 20e eeuw ook doorbroken. Dat was voor de uitbouw van de stationswijk rond het station, dat er al in 1854 was gebouwd. Buiten de muren ontwikkelden zich ook andere nieuwe wijken.

### Eerste Wereldoorlog

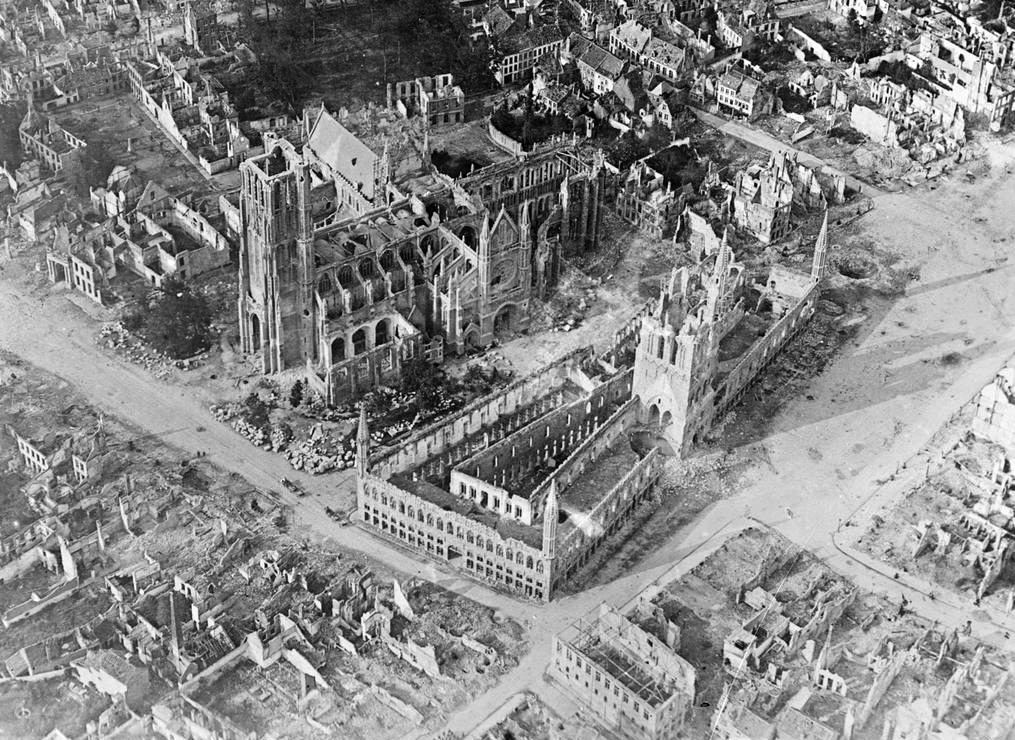
Verwoesting van Ieper

Tijdens de volledige duur van de Eerste Wereldoorlog was de stad aan drie zijden omringd door Duitse troepen, door de Britse verdedigers werd deze boog in het front de Ypres Salient genoemd. Eenzelfde situatie deed zich eveneens voor, verder naar het zuidoosten, bij de Franse stad Verdun.
De Duitsers slaagden er niet in de stad te veroveren. De Duitse cavalerie had - nog voor de gevechten begonnen rond Ieper - de stad kunnen binnendringen en doortrekken; deze veldtocht duurde maar enkele dagen. Ondanks een aantal groots opgezette veldslagen die aan 500.000 soldaten het leven kostten bleef Ieper uit handen van de Duitsers.

#### Eerste Slag om Ieper
Op 21 oktober 1914 begon de Eerste Slag om Ieper. Het 26e Duitse reservekorps stond tegenover Franse en Britse troepen. Om zes uur vielen de Duitsers aan, maar ze verloren algauw de strijd. De Duitse soldaten probeerden het later nog tweemaal, maar zonder succes. Op 22 november 1914 besloot het Duitse Oppercommando het offensief te staken.

#### Tweede Slag om Ieper
De Tweede Slag om Ieper begon op 14 april 1915 rond Hill 60. Het waren opnieuw de Duitsers die het opnamen tegen de Fransen en Britten. Deze slag staat vooral bekend omdat er voor het eerst chloorgas werd gebruikt nabij Ieper. De Duitsers maakten gebruik van gifgas op 22 april 1915. Later is door de Duitsers ook mosterdgas gebruikt. Het kreeg zo de benaming yperiet omdat het hier voor het eerst op grote schaal werd ingezet.

#### Derde Slag om Ieper
Op 31 juli 1917 begon de Derde Slag om Ieper. De Britse veldmaarschalk Douglas Haig wilde uitbreken en de Duitsers de genadestoot toebrengen. De slag zelf werd gestreden tot 10 november 1917. Men noemt deze slag ook wel de Slag om Passendale, naar het dorp nabij Zonnebeke. Dit dorp werd geheel verwoest.

#### Vierde Slag om Ieper
Op 18 maart 1918 werd de Vierde en laatste Slag om Ieper gestreden. Na deze laatste slag was de stad Ieper geheel verwoest. Op 28 september 1918 verlieten de Duitsers Langemark. Ruim zes weken later, op 11 november 1918 om elf uur in de ochtend was de oorlog officieel afgelopen.

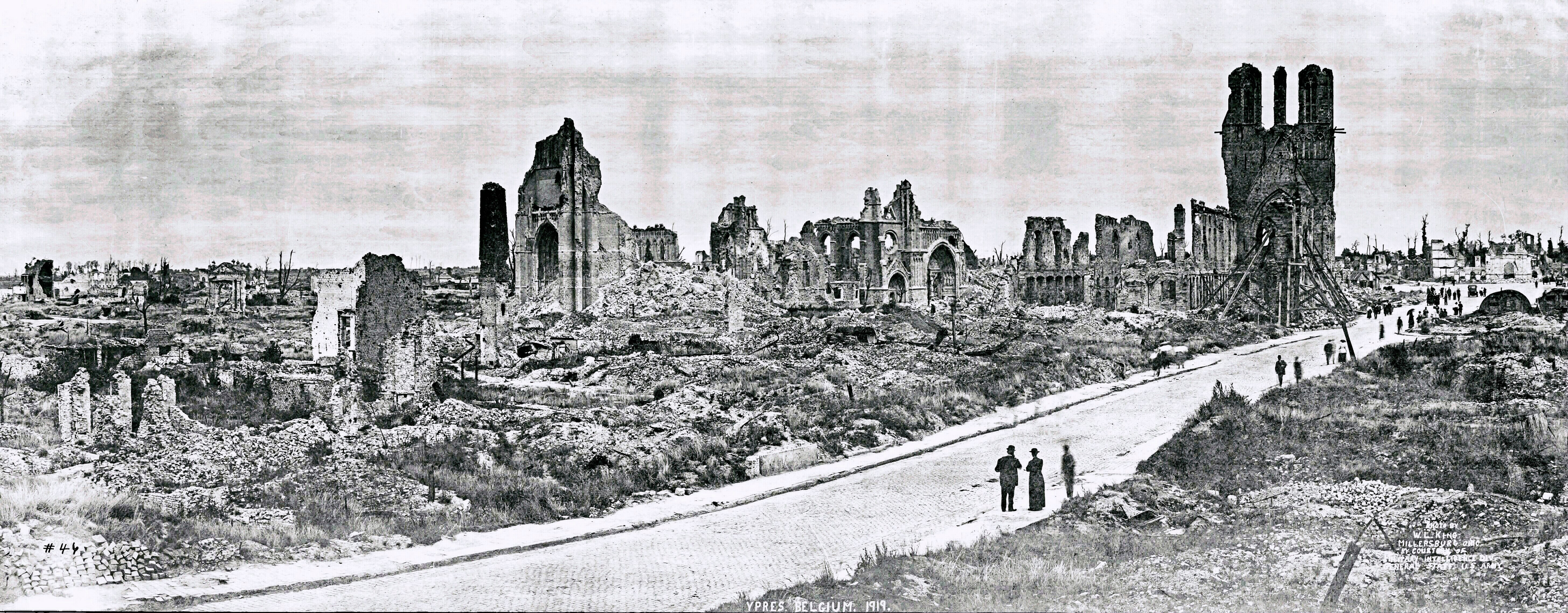
Ieper in 1919

### Heropbouw
De stad Ieper werd tijdens de Eerste Wereldoorlog geheel verwoest. Na de oorlog gingen, vooral bij de Britten, stemmen op om de stad niet weer op te bouwen maar zo te laten liggen, als macaber gedenkteken. Winston Churchill zei hierover: Ik zou alle ruïnes van Ieper willen behouden: er bestaat in de hele wereld geen heiliger plaats voor het Britse volk. Toch werd de stad weer teruggebracht in de vooroorlogse staat, grotendeels met geld van de Duitse herstelbetalingen. De wederopbouw, onder leiding van architect Jules Coomans duurde meer dan veertig jaar. Daarbij was het leidende idee de reconstructie van het middeleeuwse verleden. Ieper speelt een belangrijke rol bij herdenkingen van de Eerste Wereldoorlog en wordt - met name door Britten - ook wel gezien als middelpunt van herdenkingen van deze oorlog. De velden rond de stad zijn bezaaid met meer dan 170, goed onderhouden, begraafplaatsen.

### Tweede Wereldoorlog

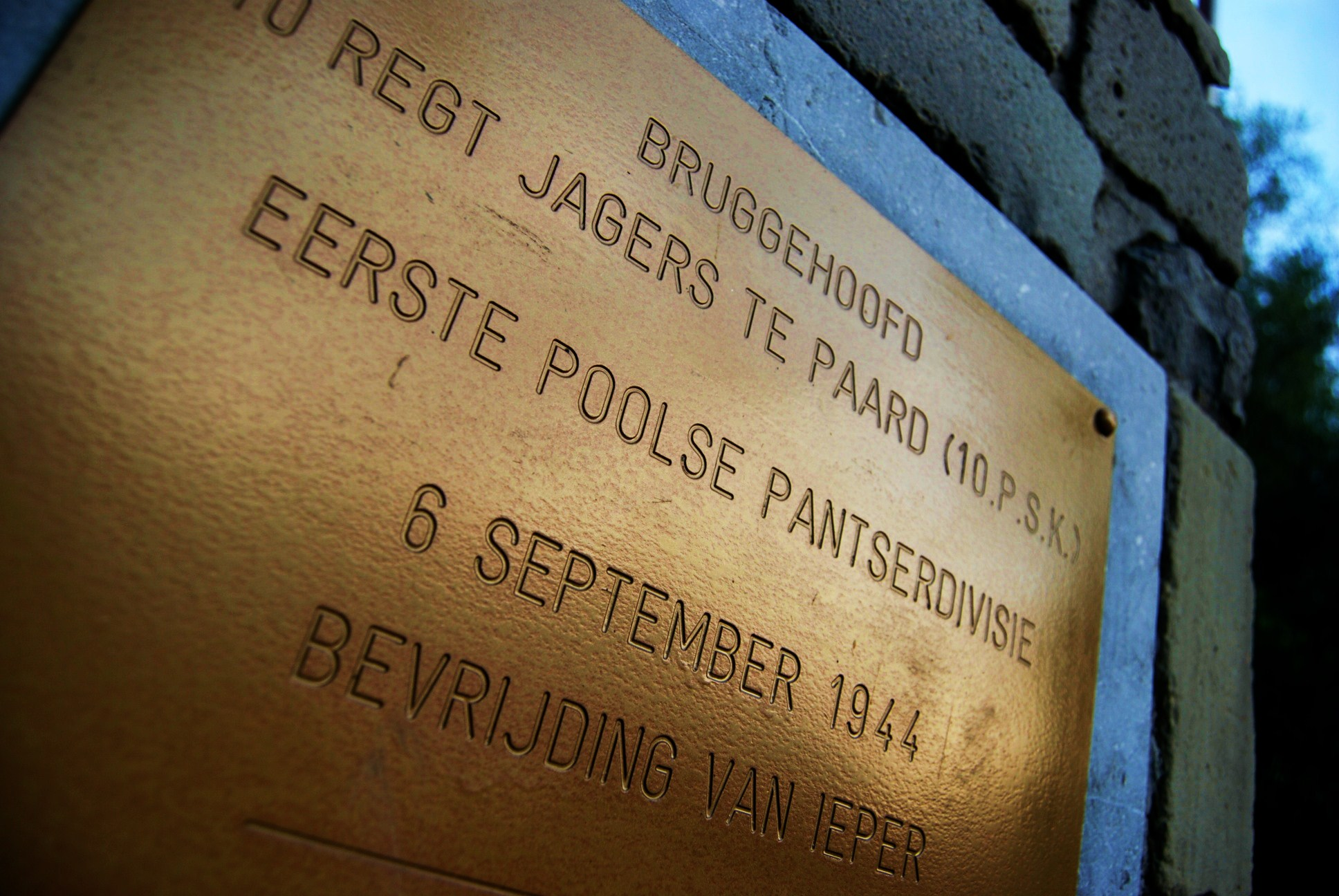
6 september 1944, Ieper wordt door het 10e regiment Jagers te paard, tankregiment uit de Poolse Eerste Pantserdivisie van generaal Maczek, bevrijd.

Op 6 september 1944 werd Ieper bevrijd door het 10e regiment Jagers te paard, tankregiment uit de 1e Pantserdivisie van generaal Stanisław Maczek, die vanuit Poperinge de stad binnenvielen.

## Archeologisch onderzoek
In het voorjaar 2021 startte ter hoogte van de Sint-Maartenskerk de opgraving van een kerkhof daterend uit de 12e en 13e eeuw.